# Ruda (Krouna)
Ruda je malá vesnice a část obce Krouna v okrese Chrudim. Nachází se asi 4,5 kilometru jihovýchodně od Krouny. Ruda leží v katastrálním území Čachnov o výměře 3,51 km².

## Historie
První písemná zmínka o vesnici pochází z roku 1789.

## Osobnosti
Ve vesnici měl chalupu herec Radovan Lukavský, který se sem podle svých vlastních slov, jezdíval učit role.